# HomePod
A HomePod intelligens személyi asszisztens, amelyet az Apple Inc. fejlesztett ki és ez a cég második hangszórója az iPod Hi-Fi után. 2017. június 5-én, az Apple Worldwide Developers Conference konferencián jelentették be  de később 2017 decemberétől 2018 elejéig késleltette Apple a forgalmazását. Az Apple 2018. január 26-án kezdte megrendeléseit  és 2018. február 9-én hivatalosan kiadta.
Más Apple termékek, például az iPhone és a Mac kíséretére tervezték, hogy a HomePod együttműködjön az Apple Music-el, hogy "új módszert teremtsen az otthoni zenék felfedezésére és a velük való interakcióra", az Apple marketingszakemberek szerint. Magában foglalja a sugárzó és nyolc hangszórót  és két színben kapható: fehér és asztroszürke.
A HomePod vegyes értékelést kapott: dicsérték a dizájnját és a hangminőséget a többi hangszóróhoz képest, és azért kritizálták, hogy hiányzik a harmadik fél támogatása és a magas ár más intelligens hangszórókhoz képest. Azt is megállapították, hogy a készülék alján található szilikon alap alkalmanként károsítja a fafelületeket. 2018 augusztusától a HomePod-ból becslések szerint 1-3 millió darab lett eladva.

## Műszaki adatok
A HomePod lekerekített, hengeres alakú intelligens hangszóró, tetején egy kis érintőképernyő található. Hét magassugárzója van az alapjában, és egy négy hüvelykes mélysugárzó (az Apple nem határozza meg a Hz frekvenciatartományt) a tetejére, valamint hat mikrofon, amelyeket a hangvezérléshez és az akusztikai optimalizáláshoz használnak.
A készülék az iOS operációs rendszernek egy olyan verzióját futtatja, amelyet kifejezetten a HomePod hangszóróhoz fejlesztettek ki audio lejátszáshoz, a Siri beszédsegéd futtatásához és az eszköz képernyőjének vezérléséhez. A HomePod-ban bemutatott processzor egy Apple A8 system-on-chip, amely korábban szerepelt néhány Apple telefonban és táblagépen, például az iPhone 6 és az iPad Mini 4. Integrálja a Siri-t, amely felhasználható a hangszóró és más HomeKit eszközök vezérlésére, valamint szöveges üzenetküldésre és hanghívásokra egy iPhone-ból. A HomePod elsősorban a szabadalmaztatott Apple platformokat és technológiákat támogatja, beleértve az Apple Music-ot, az iTunes Store vásárlásokat, az iTunes podcastokat, a Beats 1 rádiót és az AirPlay-t (az iHeartRadio, Radio.com és a TuneIn internetes rádiószolgáltatások korlátozott külső támogatásával). 2019 őszére), míg a kezdeti beállításhoz legalább egy iOS 11 eszközre van szükség. A HomePod hivatalosan nem támogatja a Bluetooth forrásokból származó audio-bemenetet.
Az AirPlay 2 és a többszobás, többszörös hangszórók támogatását 2018 februárjában jelentették be, és 2018 szeptemberében bocsátották ki az iOS 12 rendszerben, olyan kiegészítő funkciókkal, mint például a több nevű időzítő, a Find my iPhone, a Siri parancsikonok, valamint a készítés, fogadás és képernyő telefonhívások közvetlenül a HomePod-on, és a dalok szövegekkel való keresésének képessége.
Az üvegházhatású gázok kibocsátása a termeléshez, a várható felhasználáshoz és az újrafeldolgozáshoz a HomePod esetében becslések szerint 146 kg CO2e.

## Fogadtatás
A HomePod vegyes értékelést kapott. A The Verge áttekintése dicsérte a HomePod automatikus akusztikus kalibráló rendszerét, és úgy érezte, hogy "észrevehetően gazdagabb és teljesebbnek" hangzik, mint a versenytársak, mint például a Sonos One ("kissé üresnek hangzik") és a Google Home Max (amelyet egy "basszusgátló rendetlenség"). Az Ars Technica áttekintése szerint a HomePod hangminősége "elég jó, gazdag és méretének megfelelő, jobb, mint a Sonos One, de valószínűleg nem 150 dollárral jobb, és egy galaxis az Echo előtt".
Bírálták a harmadik fél által nyújtott szolgáltatások és platformok támogatásának hiányát, az Ars Technica azzal érvelve, hogy az eszköz "intenzív rugalmatlanságot" ad. A Siri-t a HomePodon szintén kritizálták azért, mert korlátozott funkcionalitással rendelkezik az olyan asszisztensekhez képest, mint az Alexa és a Google Assistant ; A Verge megemlítette a képtelenséget a telefonos hívások tényleges kezdeményezésére a hangszóróról (ezeket iPhone készüléken kell elvégezni és a HomePod-re kell továbbítani), egyszerre több időzítőt kell beállítani, vagy több hangot meg kell különböztetni, és csak az alapparancsok támogatása az AirPlay használatakor egyéb korlátozások.   Több emlékeztető használható több időzítő helyett, bár kevésbé pontosan, mint egy időzítő. Mindezeket a problémákat a 2018. szeptember 17-én kiadott iOS 12 javította.
A Verge a HomePodnak 10-ből 7,5-et adott, azzal érvelve, hogy "többet tesz annak érdekében, hogy a zene jobban hangzik, mint bármely más ilyen hangszóró eddig", de a fogyasztóknak fontolóra kell venniük a többi lehetőséget ", hacsak nem teljes mértékben az Apple fallal körülvett kertben élsz és mindenekelőtt a hangminőséget rangsorolja. "  A Wired hasonló kritikát adott a Siri-funkcionalitás és a harmadik fél által nyújtott szolgáltatások hiánya miatt, és arra a következtetésre jutott, hogy a HomePod kevés érdeklődést mutat azok számára, akik nem fektetnek be komolyan az Apple szoftver- és hardverökoszisztémájába.
Néhány tulajdonos arról számolt be, hogy a HomePod szilikon alapja olajozott fafelületeket fehér "gyűrűs" jelöléssel festett. Bár az Apple kijelenti, hogy "nem szokatlan, hogy egy rezgéscsillapító szilikon alapú hangszóró valamilyen fafelületre helyezve enyhe nyomot hagyjon", és hogy a jelölések végül önmagukban "javulnak", Stuart Miles (a A brit technológiai blog, a Pocket-lint ) arról számolt be, hogy tapasztalata szerint a folt csak körülbelül 20 perces használat után jelentkezett egy fa felületen, és a felületet el kell csiszolnia és újra olajozni annak eltávolításához. John Gruber kritizálta az Apple-t e rendellenesség miatt, megjegyezve, hogy még soha nem látott ilyen módon az Apple termékének sérült felületeit, és hogy „olyan kérdésnek tűnik, amelyet fel kellett venni azon időszak alatt, amikor a HomePod-ot széles körben tesztelték otthon." 

## Eladások
A Strategy Analytics becslése szerint 2018 első negyedévében 600 000 HomePod-ot adtak el, így az Apple az Amazon, a Google és az Alibaba után a negyedik legkelendőbb intelligens hangszóró márka, így az Apple 6% -os piaci részesedéssel rendelkezik az iparágban. A HomePod szintén 6% -os piaci részesedéssel rendelkezik az Egyesült Államokban, a Consumer Intelligence Research Partners jelentése szerint, és becslések szerint 700 000 darabot értékesített világszerte 2018. második negyedévében. Szintén 2018 második negyedévében a Strategy Analytics becslése szerint a HomePod eladta az összes olyan intelligens hangszórót, amely több, mint 200 dollárba kerül, így az Apple 70% -os piaci részesedéssel rendelkezik a prémium márkájú intelligens hangszórókban. 2018 közepén az Apple becslések szerint 3 millió darabot értékesített. Az árbevétel 45% -kal növekedett 2018 negyedik negyedévében, az Apple 1,6 millió darabot értékesített abban a negyedévben. 2019 áprilisában az Apple 299 USD-ra csökkentette az árat.

## Lásd még
- Apple Inc.

## Külső linkek
- Hivatalos weboldal
- Az Apple sajtóközleménye